# Массімо Скалі
Ма́ссімо Ска́лі (італ. Massimo Scali; нар. 11 грудня 1979, Рим, Італія) — італійський фігурист, що виступає у танцях на льоду в парі з Федерікою Фаєллою; це — найкраща італійська танцювальна пара 2000-х років.  
Вони — семиразові чемпіони Італії з фігурного катання (2003—2005, 2007—2010), дворазові срібні призери Європейських першостей з фігурного катання 2009 і 2010 років, учасники інших престижних міжнародних змагань з фігурного катання (найвище досягнення на Чемпіонатах світу з фігурного катання — 5-те місце 2008 року), брали участь у 3 Олімпіадах (XIX-і — 18-те місце, XX-і — 13-те, XXI-і — 5-те).
До сезону 1999/2000 (включно) Массімо Скалі катався в парі з Флавією Отав'яні, з якою на юніорському рівні навіть мав певні успіхи (призерські місця на етапах і навіть одного разу у Фіналі серії Гран-Прі серед юніорів).

## Кар'єра
Массімо почав займатися фігурним катанням доволі пізно — у 11-річному віці (1990). 
Починаючи від 2001 року виступає разом з Федерікою Фаєллою. Раніше ж, зокрема на юніорському рівні, катався й виступав на міжнародних змаганнях з Флавією Отав'яні. У парі з нею завоював у цілому шість медалей юніорської серії Гран-Прі, однак у фіналах на п'єдестал фігуристи здіймалися тільки одного разу — у 1998 році (бронза).

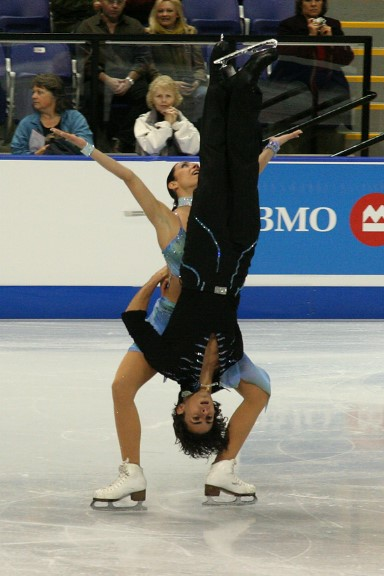
Фаєлла/Скалі виконують «фірмову» підтримку на «Skate Canada»—2006

Федеріка та Массімо тривалий час виконували «фірмову» підтримку, коли партнерка здіймала партнера, що, звичайно, при вдалому виконанні  приносило додаткові бали в суддів (за складність та оригінальність) та викликало захоплення в глядачів, однак після того, як під час довільного танцю на Чемпіонаті Європи з фігурного катання 2007 року Федеріка впустила Массімо, й він, гепнувшись об лід, боляче забив голову, вже на наступному важливому старті того ж року — світовій першості з фігурного катання 2007 року ця підтримка була змінена, і більше вони таких підтримок «догори дригом» не виконують.
У сезоні 2008/2009 пара Фаєлла/Скалі, вдало виступивши у серії Гран-Прі сезону (2-ге місце на етапі «Trophée Eric Bompard»—2008 та перемога на «NHK Trophy»—2008), уперше в своїй кар'єрі відібралась для участі у Фіналі Гран-Прі сезону, де вони стали четвертими. На Чемпіонаті Європи з фігурного катання 2009 року, за відсутності лідерів європейських танців на льоду росіян Домніної та Шабаліна та французів Делобель і Шенфельдера, завоювали свої перші медалі цих першостей — срібні, поступившись іншим росіянам Хохловій та Новицькому.
Сезон 2009/2010 (олімпійський) для пари виявився непростим через проблеми зі здоров'ям у партнерки. Дует узяв участь лише в одному етапі серії Гран-Прі сезону — на «Cup of China»—2009 виборов «бронзу». Потому фігуристи вже традиційно (усьоме) виграли Національну першість Італії з фігурного катання. І у січні 2010 року на Чемпіонаті Європи з фігурного катання підтвердили торішню «срібну сходинку європ'єдесталу», вигравши в торішніх «кривдників» Хохлова/Новицький, але поступившись найсильнішій російській танцювальній парі Домніна/Шабалін. У лютому 2010 року в складі Олімпійської збірної Італії в олімпійському турнірі танцювальних пар на XXI Зимовій Олімпіаді у Ванкувері пара Фаєлла/Скалі посіла високе 5-те місце (причому так були оцінені суддями всі три танці дуету).

## Спортивні досягнення

### після 2008 року
(з М.Скалі)
| Сезини/Змагання                        | 2008/2009 | 2009/2010 |
| -------------------------------------- | --------- | --------- |
| Зимові Олімпійські ігри                |           | 5         |
| Чемпіонати світу з фігурного катання   | 9         |           |
| Чемпіонати Європи з фігурного катання  | 2         | 2         |
| Чемпіонати Італії з фігурного катання  | 1         | 1         |
| Фінали Гран-Прі                        | 4         |           |
| Етапи Гран-Прі: «Cup of China»         |           | 3         |
| Етапи Гран-Прі: «Trophee Eric Bompard» | 2         |           |
| Етапи Гран-Прі: «NHK Trophy»           | 1         |           |

### до 2008 року
(з М. Скалі)
| Сезони/Змагання                        | 2001/2002 | 2002/2003 | 2003/2004 | 2004/2005 | 2005/2006 | 2006/2007 | 2007/2008 |
| -------------------------------------- | --------- | --------- | --------- | --------- | --------- | --------- | --------- |
| Зимові Олімпійські ігри                | 18        |           |           |           | 13        |           |           |
| Чемпіонати світу з фігурного катання   | 16        | 11        | 9         | 9         | 8         | 9         | 5         |
| Чемпіонати Європи з фігурного катання  | 12        | 8         | 6         | 5         | 7         | 6         | 4         |
| Чемпіонати Італії з фігурного катання  | 2         | 1         | 1         | 1         | 2         | 1         | 1         |
| Етапи Гран-Прі: «Skate America»        |           |           | 4         |           |           |           | 3         |
| Етапи Гран-Прі: «Cup of China»         |           |           |           |           | 6         |           | 3         |
| Етапи Гран-Прі: «Trophee Eric Bompard» |           |           |           | 5         | 3         | 3         |           |
| Етапи Гран-Прі: «Skate Canada»         | 7         | 5         |           |           |           | 3         |           |
| Етапи Гран-Прі: «Cup of Russia»        |           | 5         | 5         | 3         |           |           |           |
| Етапи Гран-Прі: «Bofrost Cup on Ice»   |           |           | 3         |           |           |           |           |
| Турніри: «Nebelhorn Trophy»            | 2         | 1         |           |           |           |           |           |
| Меморіали Карла Шефера                 | 2         |           |           |           |           |           |           |

(з Отав'яні)
| Сезони/Змагання                                    | 1996/1997 | 1997/1998 | 1998/1999 | 1999/2000 |
| -------------------------------------------------- | --------- | --------- | --------- | --------- |
| Чемпіонати світу з фігурного катання серед юніорів | 22        |           | 7         | 4         |
| Чемпіонати Італії з фігурного катання              |           | 2J.       | 2J.       | 1J.       |
| Фінали юніорського Гран-Прі                        |           | 3         | 6         | 5         |
| Етапи юніорського Гран-Прі, Словенія               |           |           |           | 3         |
| Етапи юніорського Гран-Прі, Японія                 |           |           |           | 1         |
| Етапи юніорського Гран-Прі, Болгарія               |           |           | 1         |           |
| Етапи юніорського Гран-Прі, Китай                  |           |           | 1         |           |
| Етапи юніорського Гран-Прі, Франція                |           | 1         |           |           |
| Етапи юніорського Гран-Прі, Словаччина             |           | 1         |           |           |

- J = юніорський рівень; WD = знялися зі змагань